# Cheng Changsong
Cheng Changsong (em chinês:  成 昌松; Changzhou, 11 de abril de 1985) é um ciclista olímpico chinês. Changsong representou o seu país durante os Jogos Olímpicos de Verão de 2012, em Londres.